# Mariana Grajales Cuello
Pour les articles homonymes, voir Grajales et Cuello (homonymie).
Grajales  Cuello est un nom espagnol. Le premier nom de famille, en général paternel, est Grajales ; le second, en général maternel, souvent omis, est Cuello.
Mariana Grajales Cuello née le 12 juillet 1815 à Cuba et morte le 23 novembre 1893 est une figure marquante des luttes féministes, pour l'indépendance de Cuba et l'abolition de l'esclavage.

## Biographie
Mariana Grajales est née à Santiago de Cuba le 12 juillet 1815, de parents hispaniques et africains originaires de la République dominicaine. Ses parents sont propriétaires et lui apprennent le sens des affaires. Elle se marie à 23 ans avec Fructuoso Regüeiferos. Ils ont quatre enfants. En 1851, elle épouse Marco Maceo d'origine vénézuélienne, avec qui elle a neuf enfants. Mariana Grajales s'installe dans le quartier Majaguabo de Santiago de Cuba. Ensuite, elle gère un refuge de montagne et un hôpital de brousse improvisé.
Mariana Grajales et sa famille s'engagent dans les trois conflits d'indépendance de Cuba face à l'Espagne ; la guerre des Dix Ans (1868-1878), la Petite Guerre (1879-1880) et la guerre d'indépendance (1895 à 1898). Deux des enfants de Mariana Grajales, Jose et Antonio Maceo Grajales sont engagés comme généraux  dans l'armée de libération de 1868 à 1878. Pendant ces conflits, Mariana Grajales dirige les hôpitaux et les approvisionnements des camps de base. Son fils Antonio, de retour des champs de bataille, aide les soldats blessés, espagnols et cubains,.
José Martí, après avoir été soigné par Mariana Grajales et Maria Cabrales, l'épouse d'Antonio Maceo, a dit «il est facile d'être des héros avec de telles femmes».
En 1868, Mariana Grajales s'installe en Jamaïque et crée un club patriotique. Elle meurt le 27 novembre 1893 à Kingston à l'âge de 85 ans.

## Hommages posthumes
- En 1957, le maire de La Havane, Justo Luis Pozo del Puerto, donne le titre de "mère de Cuba" à  Mariana Grajales de Maceo[5].

- Le 4 septembre 1958, Fidel Castro crée un peloton armé de mitrailleuses légères M-1. Il le nomme  « Le peloton féminin de Mariana Grajales »[8].

- L'aéroport de Mariana Grajales, qui dessert Guantánamo, et l'aéroport Antonio Maceo, qui dessert Santiago de Cuba, sont consacrés à la mémoire de Mariana et de ses fils pour leur participation à l'indépendance cubaine.